# Grauer Philippinen-Flughund

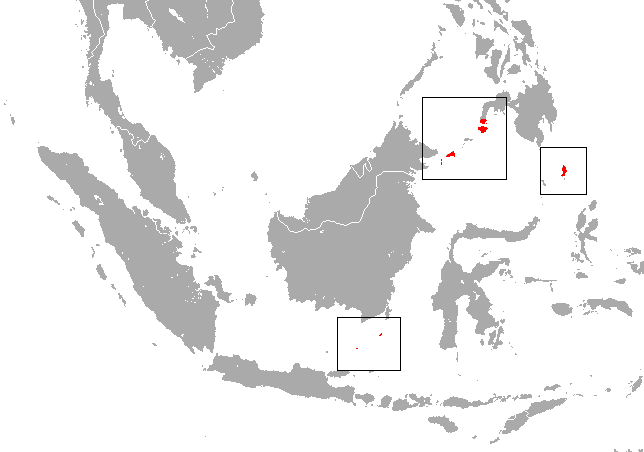
Verbreitungsgebiet des Grauen Philippinen-Flughundes

Der Graue Philippinen-Flughund (Pteropus speciosus) ist ein in Südostasien verbreitetes Fledertier in der Familie der Flughunde. Bis in die 1990er Jahre wurde die Population in einigen Abhandlungen dem Grauen Wallacea-Flughund (Pteropus griseus) zugerechnet. Ob ein als Pteropus mearnsi beschriebenes Synonym zu dieser Art oder zum Inselflughund (Pteropus hypomelanus) zählt, ist noch nicht ausreichend erforscht.

## Merkmale
Verglichen mit dem Inselflughund ist diese Art mit einer Unterarmlänge von 120 bis 125 mm und einem Gewicht von etwa 400 g kleiner und der Schädel ist weniger robust. Die Ohren sind durchschnittlich 25,5 mm lang, ein Schwanz fehlt und Angaben zur Körperlänge liegen nicht vor. Die Oberseite ist mit dunkelbraunem bis schwarzen Fell bedeckt, das hellere graue Flecken aufweist. Auf der Unterseite kommt orangegelbes bis rehbraunes Fell vor. Allgemein besteht das Fell aus kurzen Haaren. Die Farbe der Flughäute ist mittelbraun. Vom Grauen Philippinen-Flughund gibt es zusätzlich eine dunkle sowie eine helle Morphe. Bei der dunklen trägt auch die Unterseite dunkles Fell mit wenigen hellgrauen Haaren. Die helle Morphe hat einen orangebraunen Rücken und einen goldbraunen Mantel um die Schultern. Diese Farbvarianten können mit verschiedenen Unterarten des Inselflughundes verwechselt werden. Die Eckzähne weisen eine typische Krümmung auf. Bei dieser Art ist der erste obere Prämolar verkümmert oder er fehlt ganz.

## Verbreitung und Lebensweise
Dieser Flughund hat kleinere Populationen im Süden von Mindanao auf den Philippinen, auf kleinen Inseln weiter südlich, wie den Talaudinseln sowie auf Inseln zwischen Borneo und Sumatra. Er lebt im Flach- und Hügelland bis 800 Meter Höhe. Der Graue Philippinen-Flughund bewohnt vermutlich tropische Wälder und besucht Plantagen.
Die nachtaktiven Exemplare bilden am Ruheplatz Kolonien mit etwa 2300 Mitgliedern. Eine Gruppe versteckte sich im Blattwerk von Kokospalmen. Da Museumsexemplare recht abgenutzte Zähne besitzen, wird angenommen, dass sie sich von festen Früchten ernähren.

## Gefährdung
Bewohner von Tawi-Tawi schießen auf diesen Flughund bei Zielübungen, obwohl das Fleisch nicht zum Verzehr dient. Vermutlich wirken sich Waldrodungen negativ aus. Die IUCN listet den Grauen Philippinen-Flughund mit unzureichende Datenlage (data deficient), da Angaben zur Populationsgröße fehlen.